# Knielen op een bed violen
Knielen op een bed violen is een roman van Jan Siebelink. In deze roman verwerkt Siebelink verschillende herinneringen uit zijn jeugd. De roman is in 2005 bekroond met de AKO Literatuurprijs, en in 2016 verscheen een verfilming ervan met dezelfde naam.

## Inhoud
De hoofdpersoon van deze roman is Hans Sievez (waarschijnlijk afgeleid van Siebelink vader en zoon). Hans groeit op in een sektarisch godsdienstig milieu en komt na een verblijf in Den Haag weer onder de invloed daarvan. Het hele leven van Hans (van beroep bloemenkweker) komt te staan in het teken van zijn sektarische godsdienst. Zijn huwelijk met Margje, zijn kinderen Ruben en Tom, zijn bedrijf en zijn persoon gaan daaronder zwaar gebukt. Niettemin houdt hij wel aan zijn godsdienst vast. Hans wordt benaderd door volgelingen van deze godsdienstige sekte. Ze verkopen hem geregeld religieuze literatuur. Wanneer hij uiteindelijk op sterven ligt, krijgen zijn vrouw en kinderen geen toestemming om afscheid van hem te nemen.
Siebelink heeft deze roman geschreven om het godsdienstige leven van zijn vader te begrijpen.

## Relatie met de historische werkelijkheid
Alhoewel het boek een roman is, kan de indruk ontstaan door bronverwijzingen dat Sievez' opvattingen overeenkomen met die van ds. J.J. Poort, de predikant die staat voor ds. Jan Pieter Paauwe. 
De oefenaar in het boek, Huib Steffen (eerste oefenaar), is waarschijnlijk geënt op de oefenaar Huib Melissen uit Barneveld, een oom van Jan Siebelink. Deze was echter geen Paauweaan, maar was bevriend met Ds. R. Kok, predikant van de Gereformeerde Gemeente van Veenendaal en later christelijk-gereformeerd predikant te Nijkerk. Ds. Kok werd geschorst in de Gereformeerde Gemeenten omdat hij in zijn prediking te veel de nadruk legde op het aanbieden van het heil aan de kerkgangers, in plaats van op de voorwaarden waaraan men diende te voldoen om zich het heil te mogen toe-eigenen. Het beeld dat Siebelink van Steffen geeft is echter vergaand gekleurd door zijn eigen inzichten. Het stervenstafereel (hoofdstuk 83), dat mogelijk als dieptepunt is bedoeld, komt in werkelijkheid niet voor in deze kringen.
De namen van de predikant J.J. Poort en de colporteurs Mieras en Taverne zijn afgeleid van in bevindelijk-gereformeerde kring bekende predikanten.